# Belur (Tamil Nadu)
Belur è una suddivisione dell'India, classificata come town panchayat, di 9.008 abitanti, situata nel distretto di Salem, nello stato federato del Tamil Nadu. In base al numero di abitanti la città rientra nella classe V (da 5.000 a 9.999 persone).

## Geografia fisica
La città è situata a 11° 41' 60 N e 78° 25' 0 E e ha un'altitudine di 323 m s.l.m..

## Società

### Evoluzione demografica
Al censimento del 2001 la popolazione di Belur assommava a 9.008 persone, delle quali 4.554 maschi e 4.454 femmine. I bambini di età inferiore o uguale ai sei anni assommavano a 1.006, dei quali 553 maschi e 453 femmine. Infine, coloro che erano in grado di saper almeno leggere e scrivere erano 5.643, dei quali 3.159 maschi e 2.484 femmine.